# Allensbach
Allensbach – miejscowość i gmina w Niemczech, w kraju związkowym Badenia-Wirtembergia, w rejencji Fryburg, w regionie Hochrhein-Bodensee, w powiecie Konstancja, wchodzi w skład wspólnoty administracyjnej Bodanrück-Untersee. Leży nad Jeziorem Bodeńskim (Untersee), naprzeciw wyspy Reichenau, ok. 9 km na północny zachód od Konstancji.
Przez miejscowość przebiega szlak rowerowy wokół jeziora Bodeńskiego.
W miejscowości znajduje się przystanek kolejowy Allensbach.

## Zabytki

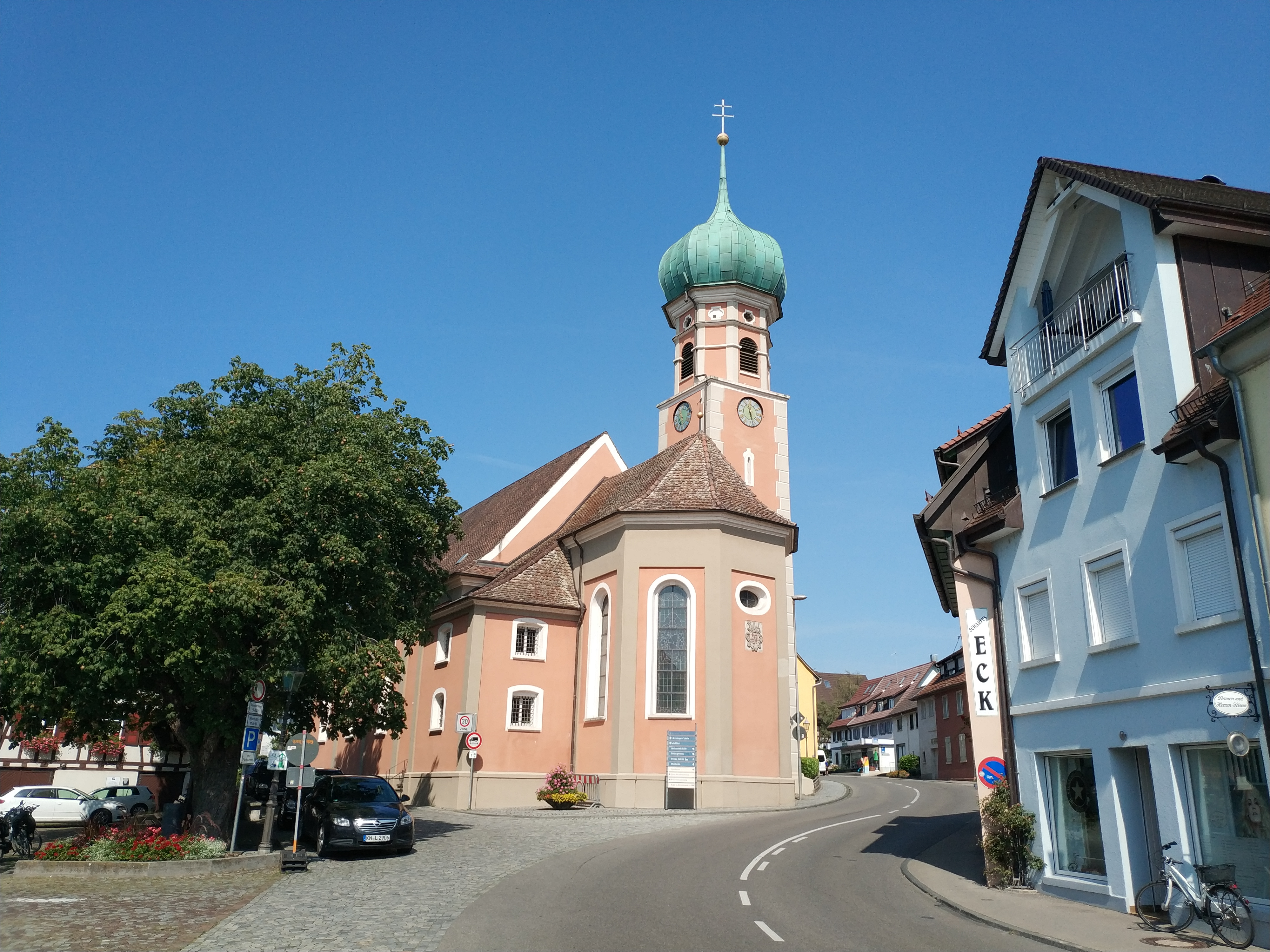
Kościół pw sw. Mikołaja w Allensbach

- barokowy kościół pw. św. Mikołaja;
- budynek dawnej szkoły a aktualnie muzeum ze ścianami z muru pruskiego, zbudowany z 1751 roku[1].

## Źródła
- Wolfgang Kootz: Lake Constance. Ubstadt-Weiher: Kraichgau Verlag GmbH, 2008. ISBN 3-929228-67-X. (ang.).